# Serm (Duisburg)

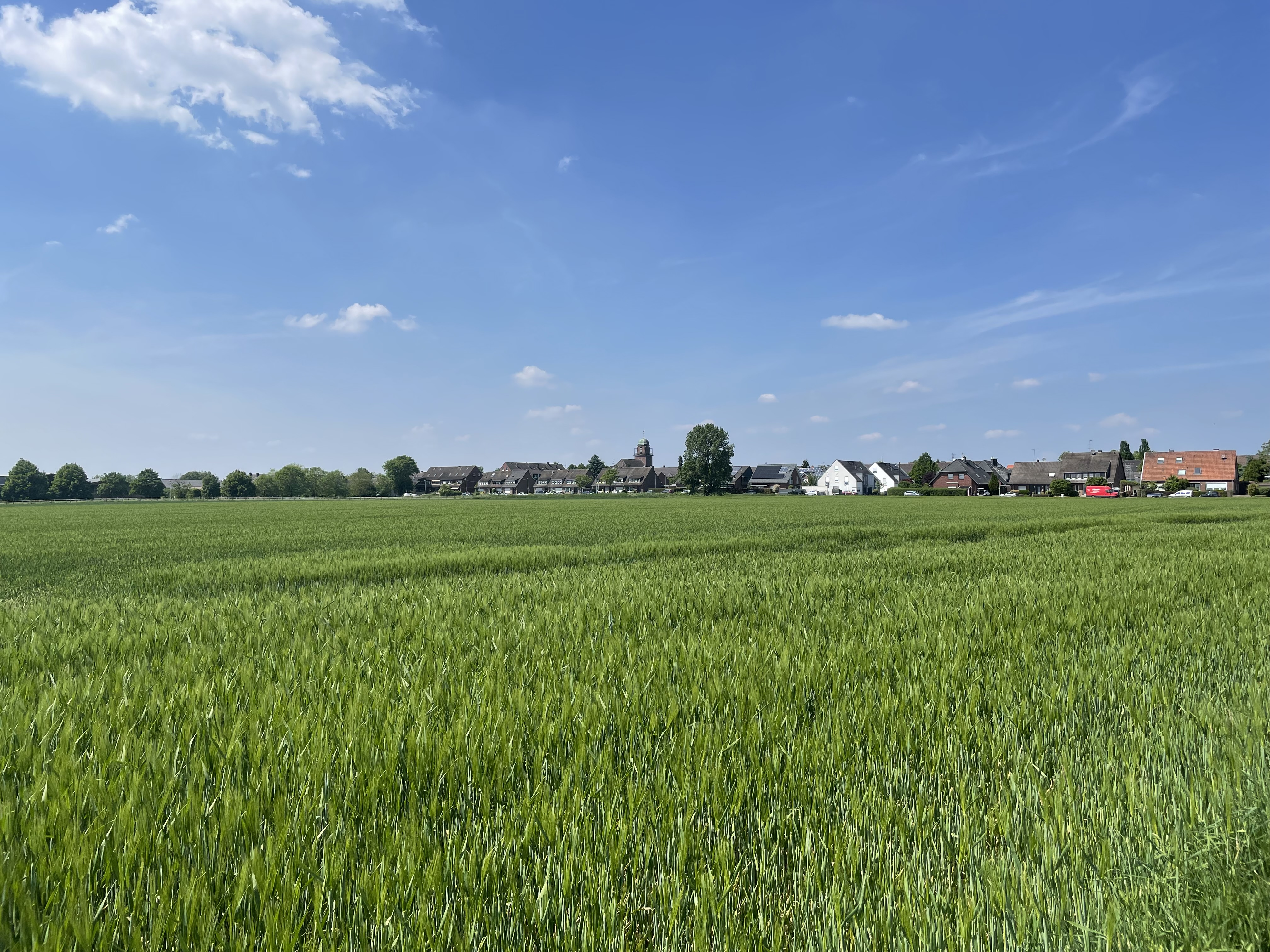
Duisburg-Serm Ansicht Süd (2024)

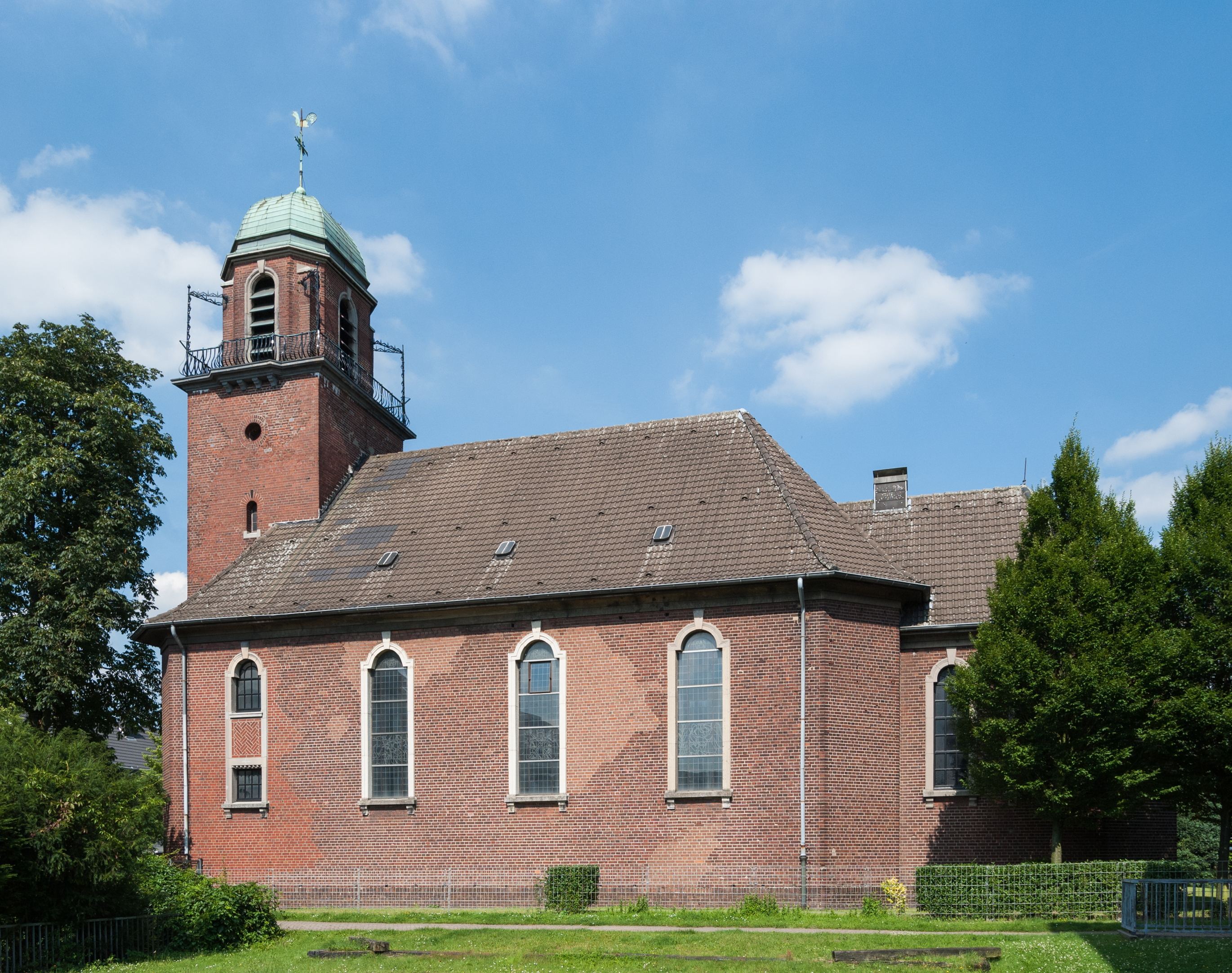
Herz-Jesu-Kirche (2012)

Serm liegt im Ortsteil Mündelheim des Stadtbezirks Duisburg-Süd und ist eine der südlichsten Ortslagen der Stadt Duisburg. Der Ort besitzt ca. 3.500 Einwohner.

## Geschichte
Duisburg-Serm gehört zu den weit überregional bedeutenden archäologischen Fundorten innerhalb des Stadtgebietes von Duisburg. Ab dem Jahr 2004 wurden durch einen ehrenamtlichen Mitarbeiter des Amtes für Bodendenkmalpflege beim Landschaftsverband Rheinland auf ca. 70 Hektar Grundfläche 15 Fundbereiche unterschiedlicher Zeitstellung mit mehreren zehntausend Fundbelegen erfasst und kartiert. Die langjährigen Arbeiten bildeten ab dem Jahr 2015 die Grundlage für ein weit umfassendes Forschungsprojekt des LVR-Amtes für Bodendenkmalpflege im Rheinland in Kooperation mit der Deutschen Forschungsgemeinschaft (DFG/Projekt Häfen) unter Beteiligung der Forschungsbereiche Geologie, Archäobotanik und Archäologie der Universität zu Köln, der Universität Bonn sowie des Rheinischen Landesmuseums Bonn.
Die geologischen Untersuchungen wurden durch Renate Gerlach durchgeführt. Der Rheinbogen von Uerdingen konnte dabei überraschend als eine ursprüngliche und seit Beginn des Holozäns bestehende geologische Bodenbildung mit einem nur sehr geringen Verlust und geringen Auftrag von Boden bis in die heutige Zeit beschrieben werden. Der Flussabschnitt hat demzufolge auch alle Begradigungsmaßnahmen des Flusslaufs seit römischer Zeit weitgehend unverändert überstanden. Den Untersuchungen zufolge bot der Flussabschnitt des Rheintals zwischen Krefeld-Gellep und Duisburg-Serm schon in urgeschichtlicher Zeit ideale Voraussetzungen zu einer Überquerung. Unter diesen besonderen natürlichen Voraussetzungen konnte das rechtsrheinische Fundareal eine für das Rheinland bislang einzigartige Bandbreite archäologischer Hinterlassenschaften aus einer vieltausendjährigen Siedlungsgeschichte überliefern.
Das Gelände wurde zumindest ab dem späten Mesolithikum von Jäger- und Sammlergemeinschaften häufiger begangen und aufgesucht. Die Menschen dieser Zeit jagten in der flussnahen Auenlandschaft Wild und Vögel, fingen Fische, sammelten Beeren, Nüsse und Früchte. Sie hielten sich bevorzugt auf den flussnahen Anhöhen im Gelände auf. Die Menschen dieser Zeit verarbeiteten Naturprodukte zur Anfertigung aller im Alltag benötigter Gerätschaften und zu ihrer Bekleidung. Dabei spielten insbesondere vergängliche Produkte wie Häute, Leder, Sehnen, Rinden, Bast, zu Schnüren gedrehte Gräser und Fasern eine herausragende Rolle in der Alltagskultur. Die gefundenen charakteristischen kleinformatigen Gerätschaften aus Stein repräsentieren daher nur einen sehr geringen Anteil der ursprünglichen materiellen Ausstattung der Menschen dieser Zeit.
In der mittleren Jungsteinzeit wurde zwischen Serm und Mündelheim eine erste längerfristig bestandene Ansiedlung durch Vertreter der Rössener Kultur (ca. 4750–4600 v. Chr.) gegründet. Dieser Kultur folgte die im Rheinland bislang noch selten nachgewiesene Bischheimer Kultur (ca. 4600–4300 v. Chr.), die gleichfalls noch dem Zeithorizont der mittleren Jungsteinzeit zugeordnet wird. Mit Beginn der jüngeren Jungsteinzeit folgte die Michelsberger Kultur (ca. 4300–3500 v. Chr.). Die in sehr umfangreicher Menge (mehrere zehntausend Feuersteinartefakte) vorliegenden Grundformen, Geräteeinsätze und Gerätschaften aus Feuerstein stammen weit überwiegend aus Feuersteinlagerstätten in Frankreich (u. a. St. Mihiel), Belgien (u. a. „Ostbelgischer“ und „Hellgrau-Belgischer“ Feuerstein), den Niederlanden (u. a. Rijckholt, Simpelveld, Valkenburg) und vom Lousberg bei Aachen. Daneben wurde sogenannter „Schotterfeuerstein“ und „Maaseifeuerstein“ aus Flussgeröllablagerungen der Maas und des Rheinlaufs sowie „baltischer Feuerstein“ aus Gletscherablagerungen bei Ratingen-Breitscheid und vermutlich auch aus dem linksrheinischen Raum um Krefeld verwendet. Auch noch im Verlauf der späten Jungsteinzeit (ca. 3500–2800 v. Chr.) kam dem Siedlungsstandort auf dem rechten Flussufer eine zentralörtliche Rolle für den Bezug von Feuerstein aus der Maasregion zu. Von dem rechtsrheinisch gelegenen Zentralort ausgehend wurde der weithin nachgefragte Feuerstein möglicherweise auch weiter in Richtung der Hellwegzone ausgetauscht.
Auf einem zentral gelegenen Werkplatz im Gelände wurden Beilklingen aus Felsgestein hergestellt. Dafür wurden insbesondere Flussgerölle aus grau-grünlichen Siltstein verwendet. Die Gesteinstücke wurden mithilfe von Schlagsteinen in die gewünschte Form gebracht und abschließend auf Quarzitblöcken, sogenannte „Schleifwannen“, überschliffen. Es fanden sich sehr zahlreiche Schlagsteine und Trümmer der Schleifwannen. Beilklingen dieser Produktion sind möglicherweise auch an neolithische Siedlungsstellen im weiteren Umland weiter ausgetauscht worden. Belege von Beiklingen aus Siltstein fanden sich u. a. in neolithischen Fundzusammenhängen bei Düsseldorf-Angermund und Düsseldorf-Kalkum.
Über mehr als 90 Kilometer real zu bewältigender Strecke hinweg wurden aus der linksrheinischen Region um Stolberg und Eschweiler Mahlsteine aus Eschweiler Kohlensandstein in die neolithischen Siedlungen bei Serm eingeführt. Die schwergewichtigen Handschiebemühlen dienten insbesondere der Verarbeitung von Getreide zu Mehl. Die Handschiebemühlen sind wichtige Belege für die standortfeste und langfristige neolithische Besiedlung der Landschaft.
Über 600 Pfeilbewehrungen, d. h. Pfeilspitzen und Pfeilschneiden, aus allen Zeitstellungen der vertretenen Kulturen und aus verschiedenen Feuersteinvarietäten belegen die Bedeutung des Gebrauchs von Pfeil und Bogen für die Jagd, möglicherweise auch zur Selbstverteidigung und als potentielle Angriffswaffe. Die extrem zahlreichen Überreste von Feuersteinbeilklingen dokumentieren an erster Stelle eine intensive Bearbeitung von Hölzern am Ort. Die Hiebgeräte dienten zum Fällen vom Bäumen, der Zurichtung von Hölzern zum Bau von Gebäuden und Gebrauchsgütern, eventuell auch dem Bau von Einbäumen oder kleineren Booten zur Befahrung des Rheinlaufs. Neben zeittypischen Parallelbeilklingen fanden sich auch bislang im Rheinland sehr selten angetroffene Belege von asymmetrisch zugerichteten Feuersteindechselklingen. Beilklingen konnten im Notfall auch im Nahkampf als bedrohliche Hiebwaffen eingesetzt werden.
Exotische jungsteinzeitliche Fundbelege vom Fundort stammen aus Entfernungen vieler hundert Kilometer vom Monte Beigua bei Genua in Italien (Beleg einer Prunkbeilklinge nordischen Typs aus Jade), aus Skandinavien (Beleg einer glattretuschierten, zungenförmigen Spitze aus Bryozoenfeuerstein aus einer skandinavischen/dänischen Werkstatt) und aus Polen (Belege einiger Hiebgerätschaften aus Amphibolit vom Berg Zobten in Schlesien).
In der nachfolgenden Bronze- und Eisenzeit scheinen die Siedlungen auf dem weiten Fundgelände über keine besonderen Fernbeziehungen verfügt zu haben. Es bleibt allerdings zu bedenken, das z. B. Metallobjekte im Vergleich zu Feuersteinartefakten, über den langen Zeitraum bis heute hinweg, kaum eine Überlieferungswahrscheinlichkeit haben. Immerhin sind sehr reichliche Keramikbelege dieser Zeitstellung im Gesamtfundaufkommen vertreten. In den beiden Jahrhunderten vor der Zeitenwende waren in den eisenzeitlichen Siedlungen auf dem rechten Rheinufer dann Glasarmringe keltischer Machart geschätzte Bestandteile der Schmuck- und Trachtausstattung und belegen erneut aufgenommene überregionale Beziehungen und einen Güteraustausch über den Flusslauf hinweg.
In der älteren Kaiserzeit setzte unmittelbar in der westlichen Ortslage der heutigen Ortschaft Serm, gegenüber dem römischen Kastellort GLEDVBA bei Krefeld-Gellep, eine hoch konzentrierte eintausendjährige Besiedlungsphase mit einem intensiven Güteraustausch nachgefragter Güter über den Flusslauf hinweg ein. Unter den ausgetauschten Objekten befand sich insbesondere Keramik aus Töpfereien der römischen Reichsprovinzen. Darunter sind die Belege von Amphoren des Typs „Dressel 20“, die zum Transport und der Vorhaltung von Olivenöl aus der spanischen Provinz BAETICA dienten, besonders hervorzuheben. Große Mengen an spätrömischen Importfunden aus der Zeit des 4. Jahrhunderts n. Chr. dokumentieren dann für die Ortslage die Entwicklung zu einer bedeutenden spätantiken Brückenkopfsiedlung der Römer. Diese befand sich in Sichtweite des über den Rheinlauf hinweg linksrheinisch gelegenen römischen Kastellortes Gelduba im Krefelder Stadtteil Gellep-Stratum. An dem Platz traf der Rheinhandel an dem seit der Jungsteinzeit alttradierten Flussübergang auf den Güteraustausch entlang einer Fernverbindung über Land. In der Hauptveröffentlichung der neuen archäologischen Studien zu Serm wurde der Ort als die „Kopfstation des Hellwegs an der Schnittstelle zweier Wirtschafts- und Distributionssysteme“ beschrieben.
Im 6. und 7. und zuletzt im 9. Jahrhundert n. Chr. nahm das Aufkommen von Importkeramik noch weiter deutlich zu. Funde sehr zahlreicher und teils hoch qualitätsvoller Keramik mit Stempeldekoren sowie von Stein- und Glasperlen dokumentieren für den Ort und das Fundgelände die Präsenz fränkischer Personengruppen der Merowinger- und Karolingerzeit, von denen einige Vertreter in einem deutlich gehobenen materiellen Wohlstand lebten. Für die Zeit des 6.–7. Jahrhunderts ist auch der Bezug und die Verarbeitung von Buntmetallschrott römischer Herkunft dokumentiert. Unter den Metallobjekten befindet sich u. a. eine vollständig erhaltene kleinformatige römische Öllampe mit zwei Dochthaltern, mehrere römische Zieranhänger und weitere Ausrüstungsbestandteile von Reitgeschirren, mehrere Glöckchen, ein Schlüssel sowie verschiedene Geschirr- und Gefäßfragmente.
Weit herausragend sind unter den Metallobjekten die Fundbelege der Fragmente von drei großformatigen Statuen, darunter ein Beleg mit Blattvergoldung, zu denen umfassende naturwissenschaftliche Analysen und Auswertungen durchgeführt worden sind. Neben Dorsten-Holsterhausen (NRW) und Waldgirmes (Hessen) ist Serm nun der erst dritte rechtsrheinisch gelegene Ort entlang des Verlaufs des Limes in Deutschland, an dem sich, durch archäometrische Untersuchungen absolut gesichert, Fragmente römischer Großbronzen gefunden haben. Das in der Siedlung verwendete Blei konnten germanischen Lagerstätten zugeordnet werden. Neben der Metallverarbeitung innerhalb der Ortschaft, fanden sich Funde und Befunde die auf eine Verarbeitung und Herstellung von Glas innerhalb der Siedlung hindeuten.
In hochwassergesicherter Lage bestand der rechtsrheinische Ort über 1000 Jahre hinweg als überregional wirksamer Handelsposten. Mit den Einfällen der Wikinger ins Rheinland, dem fortschreitenden Ausbau des Pfalzortes Duisburg und der progressiven Ausprägung feudaler Herrschaftsstrukturen in der Region, verlor der Ort abschließend seine eigenständige Bedeutung für den Warenaustausch. Der Verlauf des Handelswege verlagerte sich einige Kilometer weiter nördlich in den heutigen Altstadtbereich der Stadt Duisburg. Die besiedelte Fläche bei Serm reduzierte sich zunehmend. Im 10. Jahrhundert wurde die Siedlung aufgegeben. Offenbar wurde dann nur noch eine einzelne Hofstelle bewirtschaftet. Die übrige Flächen wurde als Ackerflächen genutzt.
Die Gründung der heutigen Ortschaft Serm erfolgte an etwas höher liegender Stelle. Die Klärung der Frage, ob noch eine direkte Verbindung zum spätantiken Siedlungsplatz bestand, muss bislang unbeantwortet bleiben. Urkundlich erstmals erwähnt wird Serm im Jahr 1072 als Sermede oder auch Sermethe, was übersetzt etwa „Langes Dorf“ bedeutet und sich auf die lang gestreckte Form eines typischen Straßendorfes bezieht. Seit dem Mittelalter gehörte die Honschaft Serm wie die umliegenden Honschaften zum bergischen Amt Angermund des Landkreises Düsseldorf. Am 1. August 1929 Teil wurde Serm zusammen mit den umliegenden Ortschaften der Stadt Duisburg (anfänglich noch bis 1935 Duisburg-Hamborn) zugeordnet. Seit der Neuordnung der Duisburger Stadtteile 1975 ist Serm ein Ortsteil von Mündelheim.

Fragment einer durchbohrten Geröllkeule der mittleren Jungsteinzeit (Fundort: zwischen Duisburg-Serm und Duisburg-Mündelheim)
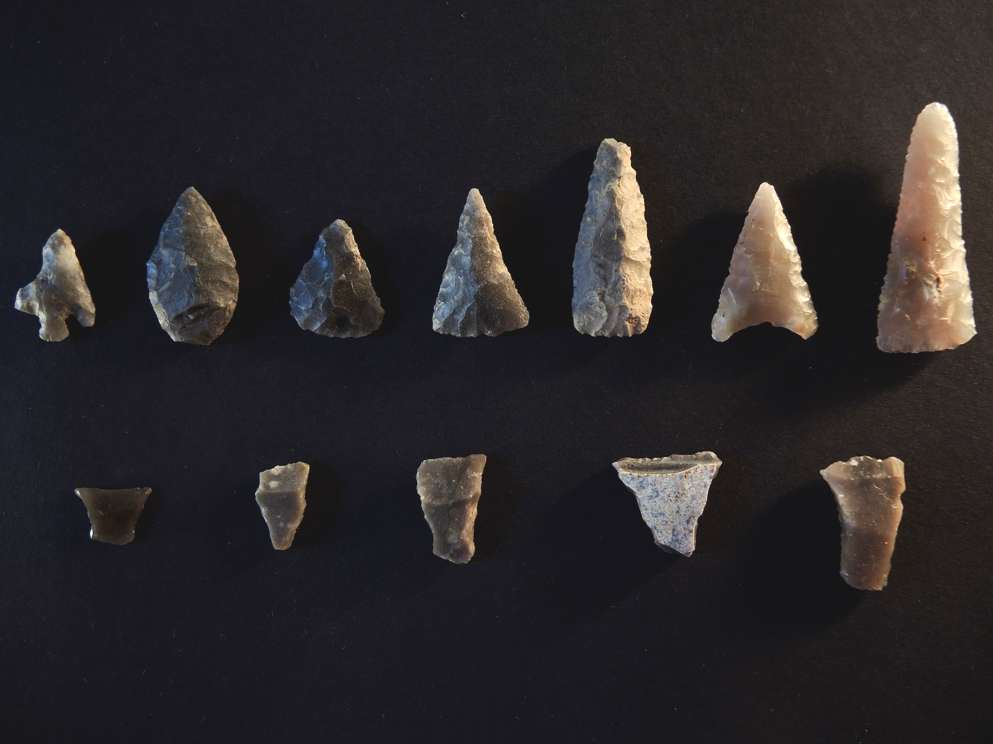
Auswahl jungsteinzeitlicher Pfeilspitzen (obere Reihe) und Pfeilschneiden (untere Reihe) aus Feuerstein (Fundort: Duisburg-Serm)
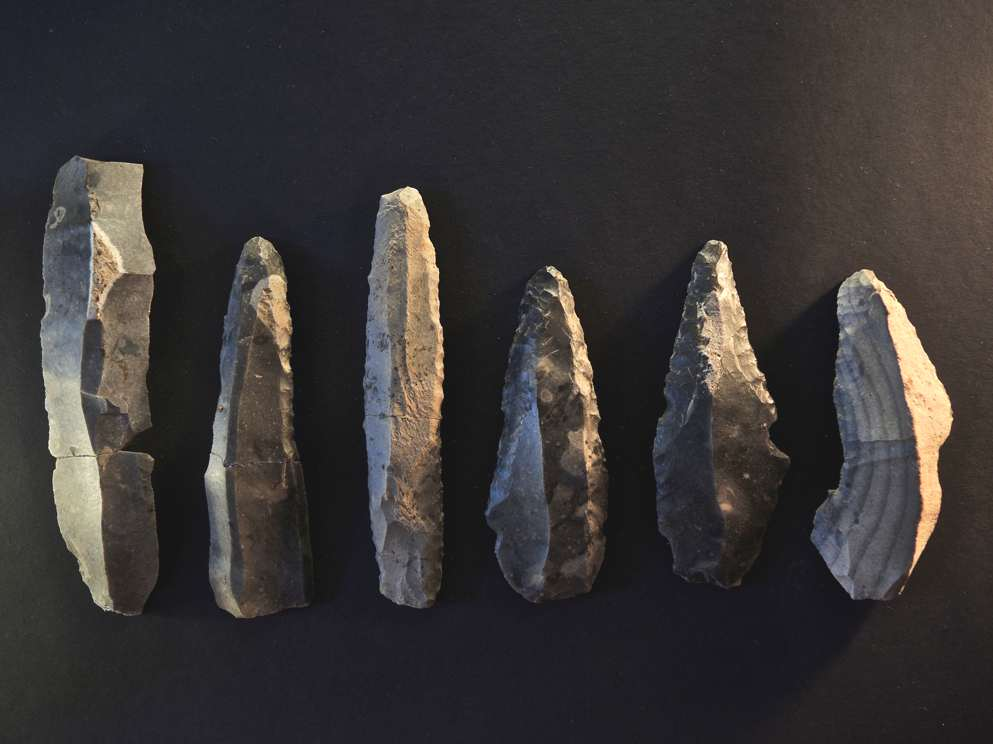
Klingengrundform (Fragment) links (Länge: noch 14,5 cm) und Klingengerätschaften aus Rijckholtfeuerstein (Fundort: Duisburg-Serm)
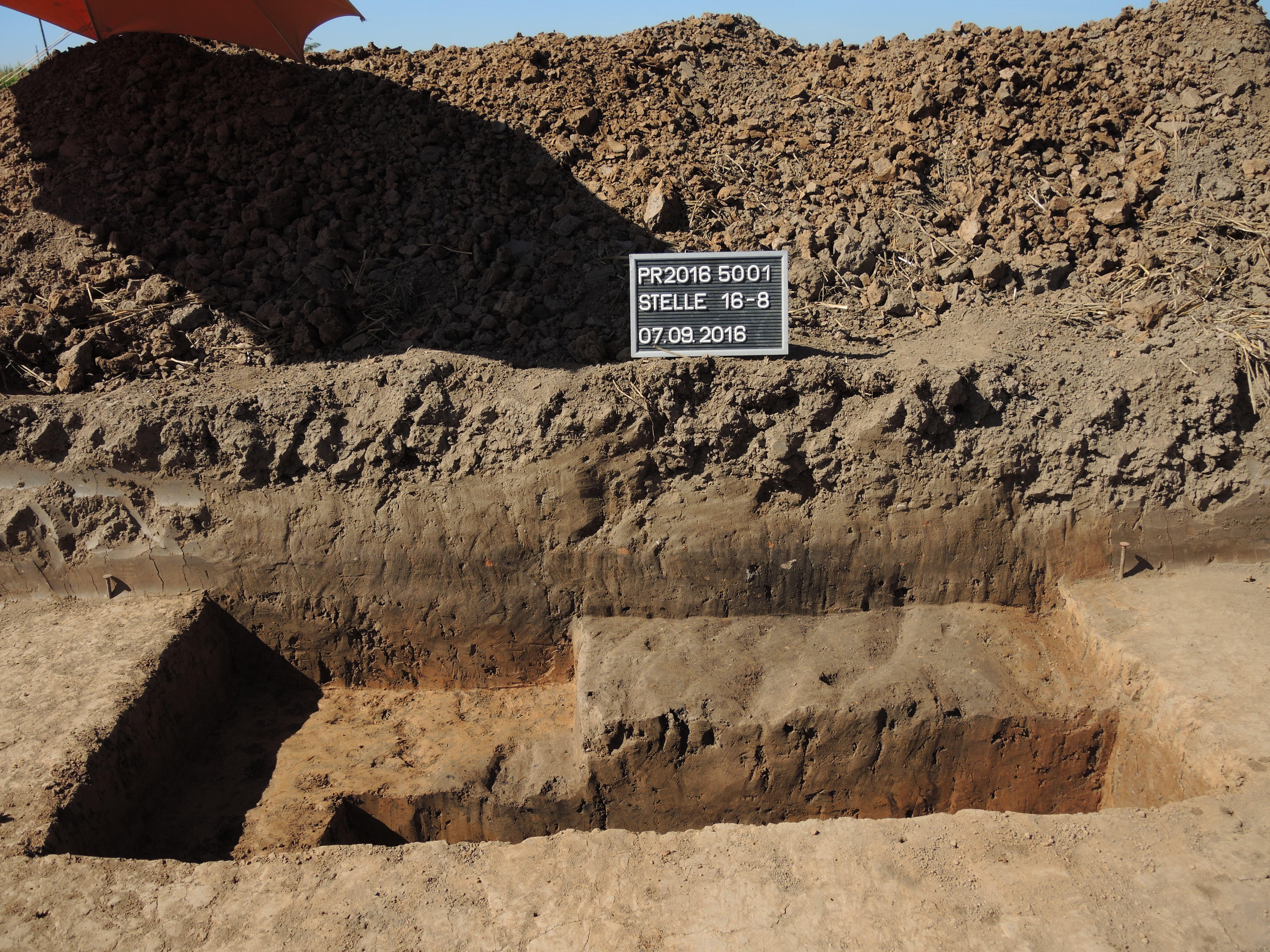
Ein Befund der Sondagegrabung im Jahr 2016 (Duisburg-Serm)
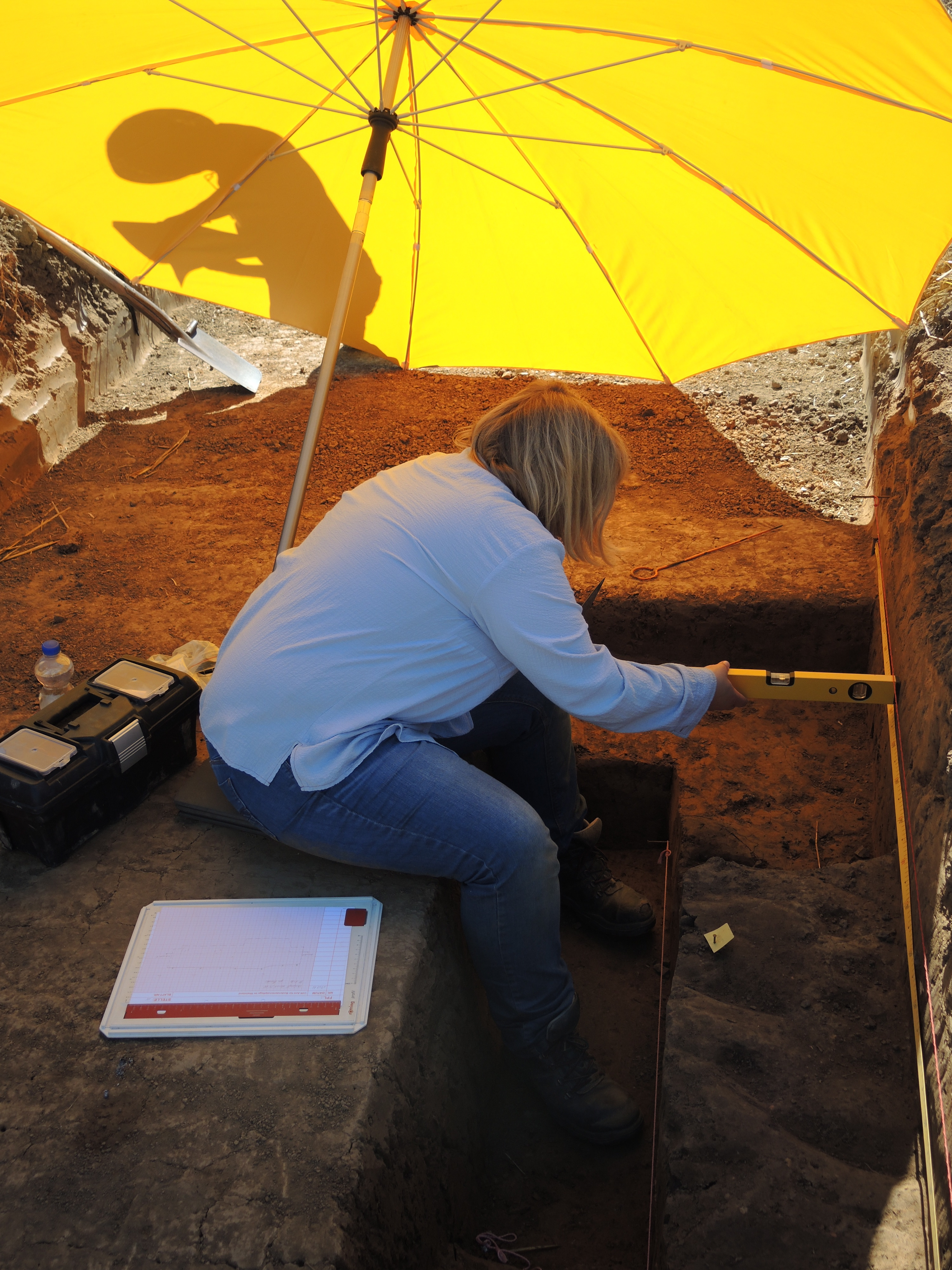
Aufnahme eines Befundes im Verlauf der Sondagegrabung im Jahr 2016 (Duisburg-Serm)
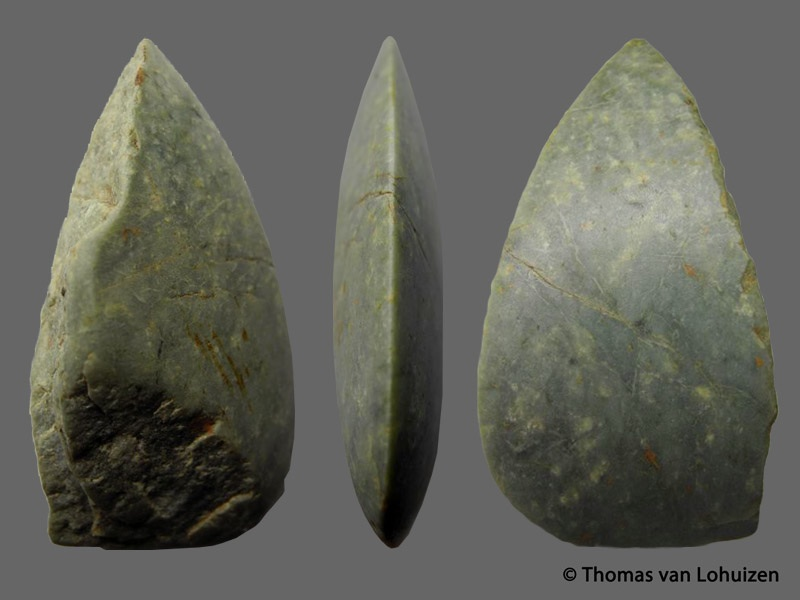
Fragment einer Beilklinge aus Jadeit (Fundort: zwischen Duisburg-Serm und Duisburg-Mündelheim)

## Serm heute

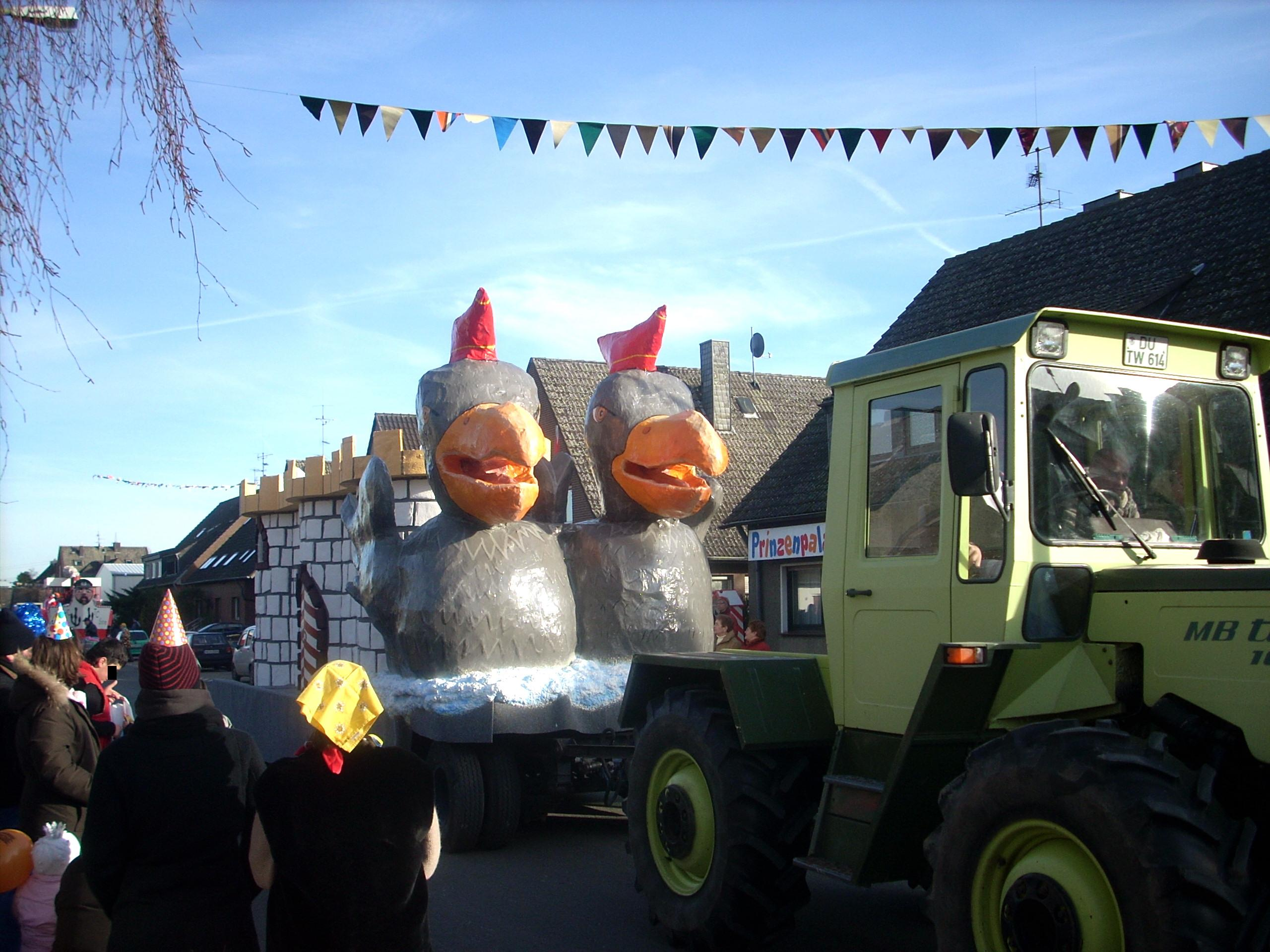
Karnevalsumzug in Serm

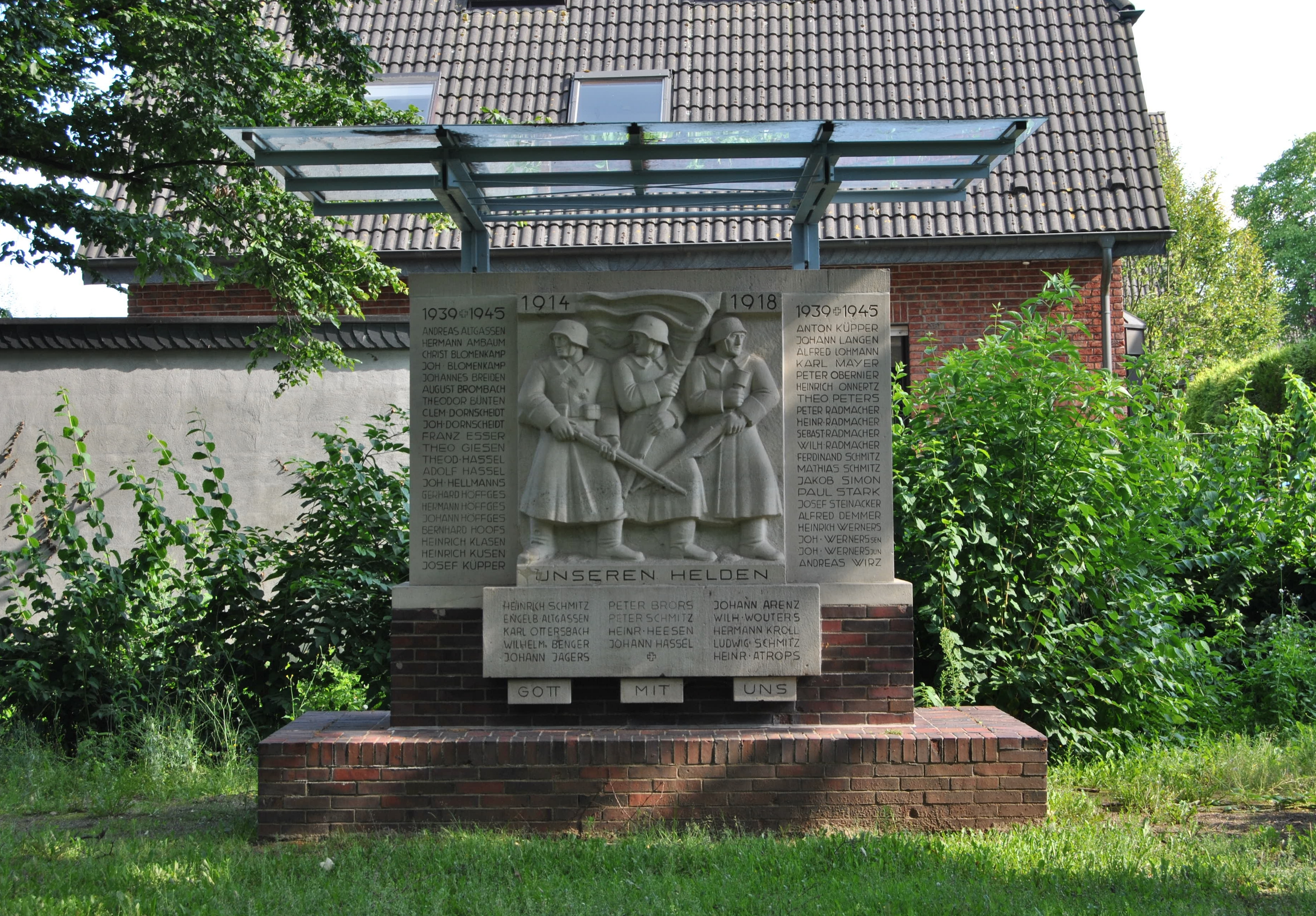
Kriegerdenkmal von Ferdinand Heseding

Das heutige Dorf, das östlich von Mündelheim liegt, ist in der Region für seinen Karneval bekannt und hat noch heute einen ländlichen und dörflichen Charakter. Seit der Bebauung im Osten, auf dem ehemaligen Gelände der Ziegelei, leben im Dorf etwa 3.500 Einwohner. Es gibt mehrere Handwerks- und Dienstleistungsbetriebe, z. B. eine Bäckerei, den Glasfachhandel und eine Rechtsanwaltskanzlei. In Serm befindet sich ferner ein Kriegerdenkmal für die Toten des Ersten Weltkriegs und des Zweiten Weltkriegs von Bildhauer Ferdinand Heseding aus dem Jahr 1934, das unter Denkmalschutz steht und in der Denkmalliste der Stadt Duisburg unter der Nummer 579 eingetragen ist.